# Нихамин, Владимир Петрович
Владимир Петрович Нихамин — советский хозяйственный, государственный и политический деятель, доктор исторических наук,
профессор, Чрезвычайный и Полномочный Посланник 1-го класса.

## Биография
Родился в 1912 году в Москве. Член КПСС с 1940 года.
С 1932 года — на хозяйственной, общественной и политической работе. В 1932—1986 гг. — ответственный комсомольский работник в Москве, слушатель, декан одного из факультетов, доцент, профессор, заведующий сектором Научно-исследовательского отдела, секретарь партийного бюро профессорско-преподавательского состава Высшей дипломатической школы МИД СССР, заместитель главного редактора «Дипломатического вестника».
За учебник «Внешняя политика Советского Союза» (1978; 2-е издание) был в составе коллектива удостоен Государственной премии СССР в области науки и техники 1980 года.
Умер в Москве в 1986 году.